# Лодвигово
Лодвигово (пол. Łodwigowo, нем. Ludwigsdorf) — село в гмине Грунвальд, Острудском повете Варминьско-Мазурского воеводства Польши.

## История
15 июля 1410 года вблизи Лодвигова произошла Грюнвальдская битва.
Между Стембарком, Лодвигово и Ульново (пол. Ulnowo) находится историческое поле битвы, в которой объединённое польско-литовско-русское войско под общим руководством Владислава Ягелло разбило крестоносцев Тевтонского ордена, возглавляемого великим магистром Ульрихом фон Юнгингеном.